# Tetrastichus flavopictus
Tetrastichus flavopictus är en stekelart som först beskrevs av William Harris Ashmead 1887.  Tetrastichus flavopictus ingår i släktet Tetrastichus och familjen finglanssteklar. Inga underarter finns listade i Catalogue of Life.